# Glenea afghana
Glenea afghana är en skalbaggsart som beskrevs av Stefan von Breuning 1971. Glenea afghana ingår i släktet Glenea och familjen långhorningar.
Artens utbredningsområde är Afghanistan. Inga underarter finns listade i Catalogue of Life.